# Freya Trampert
Freya Trampert (* 5. Mai 1968 in Hamburg) ist eine deutsche Schauspielerin und Synchronsprecherin.

## Ausbildung
Freya Trampert absolvierte ihre Schauspielausbildung von 1989 bis 1991 an der Stage School Hamburg. Danach legte sie unter der Leitung von Witta Pohl eine paritätische Bühnenreifeprüfung ab.

## Theater
- 1991: Thalia Theater
- 1993–1994: Schmidts Tivoli
- 1993: St.-Pauli-Theater
- 1993: Imperial Theater
- 1995–1998: Neues Theater
- 1995: Ernst Deutsch Theater

## Filmografie

### Kino
- 1993: Swing Kids
- 1993: Charlie & Louise – Das doppelte Lottchen
- 2022: Beule – Zerlegt die Welt

### Fernsehen
- 1994: Ein besonderes Paar
- 1994: Tödliches Geld
- 1995: Tödliche Wahl
- 1995: Adelheid und ihre Mörder
- 1995: Ein flotter Dreier
- 1996: Liane
- 1997: Du stirbst wie ich es will
- 1998–2001: Verbotene Liebe
- 1999: Gegen den Wind
- 2000: Powderpark
- 2000: Die Strandclique
- 2000/2001: Die Wache
- 2001: Großstadtrevier
- 2001–2004: Die Anrheiner
- 2002: Wolffs Revier
- 2002: Marienhof
- 2002: Ein Gauner namens Papa
- 2003: Tatort – Tödliche Souvenirs
- 2003: Der Elefant – Mord verjährt nie
- 2003: Broti & Pacek-irgendwas ist immer
- 2003: Verschollen
- 2003: Die Rettungsflieger
- 2004: Hinter Gittern – Der Frauenknast
- 2004: Was nicht passt, wird passend gemacht
- 2005: Verbotene Liebe
- 2005: Onkel Uwe
- 2005: 4 gegen Z
- 2006: Nicht ohne meine Schwiegereltern
- 2006–2009: The IT Crowd (Synchronsprecher)
- 2009: Marie Brand und das mörderische Vergessen
- 2009: Inga Lindström: Sommermond
- 2010: Luises Versprechen
- 2012: Rote Rosen